# Седжвік (округ, Колорадо)
Шаблон:StateAbbr_ 40°53′ пн. ш. 102°21′ зх. д. / 40.88° пн. ш. 102.35° зх. д.
Округ Седжвік (англ. Sedgwick County) — округ (графство) у штаті Колорадо, США. Ідентифікатор округу 08115.

## Історія
Округ утворений 1889 року.

## Демографія
За даними перепису 
2000 року 
загальне населення округу становило 2747 осіб, усе сільське.
Серед мешканців округу чоловіків було 1374, а жінок — 1373. В окрузі було 1165 домогосподарств, 803 родин, які мешкали в 1387 будинках.
Середній розмір родини становив 2,83.
Віковий розподіл населення поданий у таблиці:
| Стать    | До 15 років | 15-21 | 22-29 | 30-39 | 40-49 | 50-65 | 65-85 | Понад 85 |
| -------- | ----------- | ----- | ----- | ----- | ----- | ----- | ----- | -------- |
| Чоловіки | 262         | 133   | 114   | 146   | 210   | 241   | 240   | 28       |
| Жінки    | 240         | 97    | 89    | 164   | 200   | 244   | 277   | 62       |

## Суміжні округи
- Дул, Небраска — північ
- Перкінс, Небраска — схід
- Філліпс — південь
- Логан — захід
- Шаєнн, Небраска — північний захід

## Виноски
1. ↑  U.S. Decennial Census. United States Census Bureau. Процитовано 11 червня 2014.
2. ↑  Historical Census Browser. University of Virginia Library. Архів оригіналу за 11 серпня 2012. Процитовано 11 червня 2014.
3. ↑  Population of Counties by Decennial Census: 1900 to 1990. United States Census Bureau. Процитовано 11 червня 2014.
4. ↑  Census 2000 PHC-T-4. Ranking Tables for Counties: 1990 and 2000 (PDF). United States Census Bureau. Процитовано 11 червня 2014.
5. ↑  State & County QuickFacts. United States Census Bureau. Архів оригіналу за 6 серпня 2011. Процитовано 11 червня 2014. [Архівовано 2011-08-06 у Wayback Machine.](англ.) Наведено за англійською вікіпедією.
6. ↑  American FactFinder. Бюро перепису населення США. Архів оригіналу за 26 лютого 2012. Процитовано 31 січня 2008. [Архівовано 2008-05-21 у Wayback Machine.]

| США | Це незавершена стаття з географії США. Ви можете допомогти проєкту, виправивши або дописавши її. |